# Heti (vezír)
Heti (ẖtỉỉ) ókori egyiptomi vezír volt a XII. dinasztia idején, III. Amenemhat uralkodása alatt, i. e. 1800 körül. Egy, a 29. uralkodási évre datált papirusztöredékről ismert. Ő az egyetlen vezír, aki teljes bizonyossággal III. Amenemhat uralkodására datálható.
A vezírekről szóló Rehmiré intelmeiben, amely számos újbirodalmi sírban megtalálható, említenek egy híres, Heti nevű vezírt, akiről ezt írják: „szegénnyé tette saját embereit mások javáért”. Lehetséges, hogy itt erről a Hetiről van szó.

## Fordítás
- Ez a szócikk részben vagy egészben  a   Kheti (vizier) című angol Wikipédia-szócikk ezen változatának fordításán alapul.  Az eredeti cikk szerkesztőit annak laptörténete sorolja fel. Ez a jelzés csupán a megfogalmazás eredetét és a szerzői jogokat jelzi, nem szolgál a cikkben szereplő információk forrásmegjelöléseként.